# Topinambour
Helianthus tuberosus
Pour les articles homonymes, voir artichaut (homonymie) et poire de terre.
Espèce
Classification APG II (2003)
Statut de conservation UICN

 LC  : Préoccupation mineure
 Monde 
Le topinambour, aussi appelé artichaut de Jérusalem, truffe du Canada ou soleil vivace (bot. Helianthus tuberosus L., 1753), est une espèce de plantes à fleurs de la famille des astéracées, qui appartient au même genre que le tournesol (Helianthus annuus). Elle est cultivée pour ses grandes fleurs jaunes comme plante décorative, et pour ses tubercules comestibles.

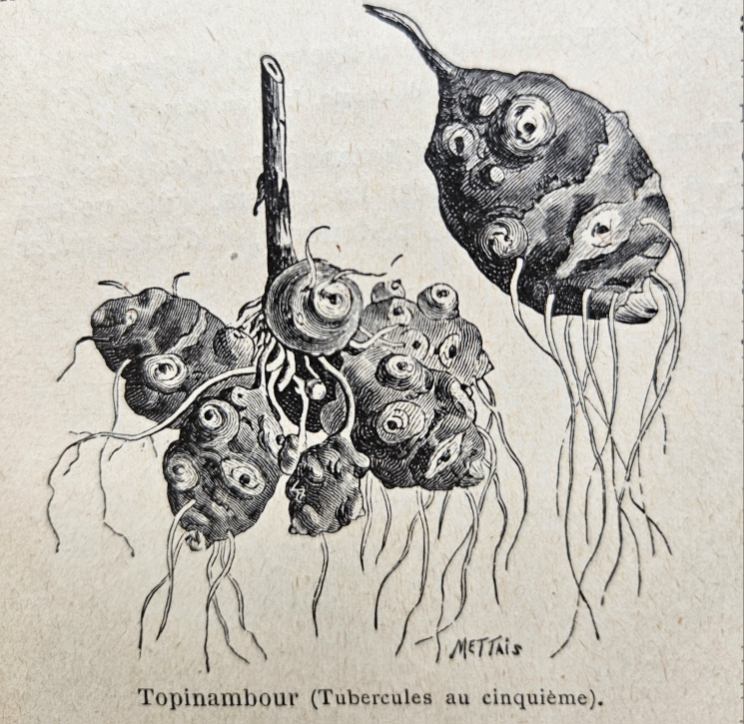
Illustration de topinambours (dans Les plantes potagères Vilmorin 1925

## Origine et histoire
Le topinambour est originaire d'Amérique du Nord (États-Unis et Canada), où il était cultivé par des Premières nations bien avant l'arrivée des Européens.
L'explorateur français Samuel de Champlain le découvre en 1603 lors de ses expéditions dans la Nouvelle France (actuel Canada) via ses interactions avec les populations autochtones. Il rapporte que les populations indigènes le cultivent de longue date comme fourrage et comme légume. Du fait de son importance pour la survie de ces populations, ce dernier était considéré comme un symbole de paix. Il était offert symboliquement lors des cérémonies sacrées,.
L'avocat et voyageur Marc Lescarbot, qui embarque en 1606 à La Rochelle avec son ami Jean de Poutrincourt, atteint la colonie française de Port-Royal où Champlain lui fait découvrir le tubercule. Il en évoque le type, soit « une sorte de racine, grosse come naveau ou truffe » — d'où son autre appellation « Truffe du Canada » — « ayans un gout retirat des cardes, voire plus agreable, lesquelles plantées se multiplient come par dépit, et en telle façon que c'est merveille ». Il en rapporte en France en 1607,,.
Sa diffusion en Europe se développe rapidement grâce à sa culture facile, sa rusticité et sa forte multiplication végétative, même dans des sols pauvres. Il est appelé poire de terre dans le Traité des aliments de Louis Lémery en 1702.
Passé de mode dès le milieu du XVIIe siècle, il est mis à l'écart au XVIIIe siècle lorsque la promotion de l'agronome Antoine Parmentier fait de la pomme de terre, aliment plus calorique, la reine des tubercules,.
Durant la Seconde Guerre mondiale, sa consommation augmente, car le topinambour, tout comme le rutabaga (Brassica napus subsp. rapifera) et contrairement à la pomme de terre, n'est pas réquisitionné, au titre des indemnités de guerre à verser à l'Allemagne. En effet, pendant la Première Guerre mondiale et les années qui suivirent, les populations civiles allemandes et autrichiennes avaient dû faire face à une quasi-famine et n'avaient survécu qu'en cuisinant raves et topinambours à toutes les sauces et en les servant à chaque plat et à tous les repas pendant les périodes critiques. Les soldats du Reich ne tenaient pas à revivre ce cauchemar de leur jeunesse.
Le topinambour en a longtemps gardé une mauvaise réputation : utilisé pour nourrir le bétail ou associé aux aliments de disette et aux souvenirs de guerre dans de nombreux pays d'Europe, ses détracteurs le qualifient de mou et fade. Sa richesse en fibres et en inuline peut engendrer des flatulences. Au début du XXIe siècle, ce tubercule suscite un regain d'intérêt dans le cadre de l'engouement pour les légumes oubliés. Il est notamment réhabilité par des chefs de cuisine et sur les marchés où il est vendu parfois sous l'appellation d'« artichaut de Jérusalem ».
Le topinambour est considéré comme une plante invasive en Suisse, il contribue à l'érosion des bords des cours d'eau en hiver,.

## Étymologie
Le nom scientifique Helianthus vient du grec hêlios, « soleil », et anthos, « fleur », les pétales jaunes de cette « fleur de soleil » rappelant l'astre du jour. L'épithète tuberosus signifie tubéreux et fait référence à son tubercule.
Le nom vernaculaire « topinambour » résulte de la francisation du nom d'une tribu du Brésil, les Topinamboux (aujourd'hui dénommés Tupinambas), dont plusieurs membres furent amenés comme curiosité d'abord à Rouen en 1550, puis à Paris en 1613,, soit à la même époque que l'introduction du topinambour en France, ce qui conduira Carl von Linné, un siècle plus tard, à croire à l'origine brésilienne de la plante.
L'appellation « cul d’artichaut » en langage populaire provient de son goût proche du cœur de l'artichaut. L'appellation pétain attestée pendant l'Occupation est une allusion ironique aux flatulences provoquées par le légume.
L'appellation anglaise « artichaut de Jérusalem » (Jerusalem artichoke) pourrait venir d'une corruption de Ter Neusen, ville portuaire des Pays-Bas d'où les tubercules seraient arrivés en Angleterre, ou de la déformation du terme italien girasole (« tournesol »).

## Description

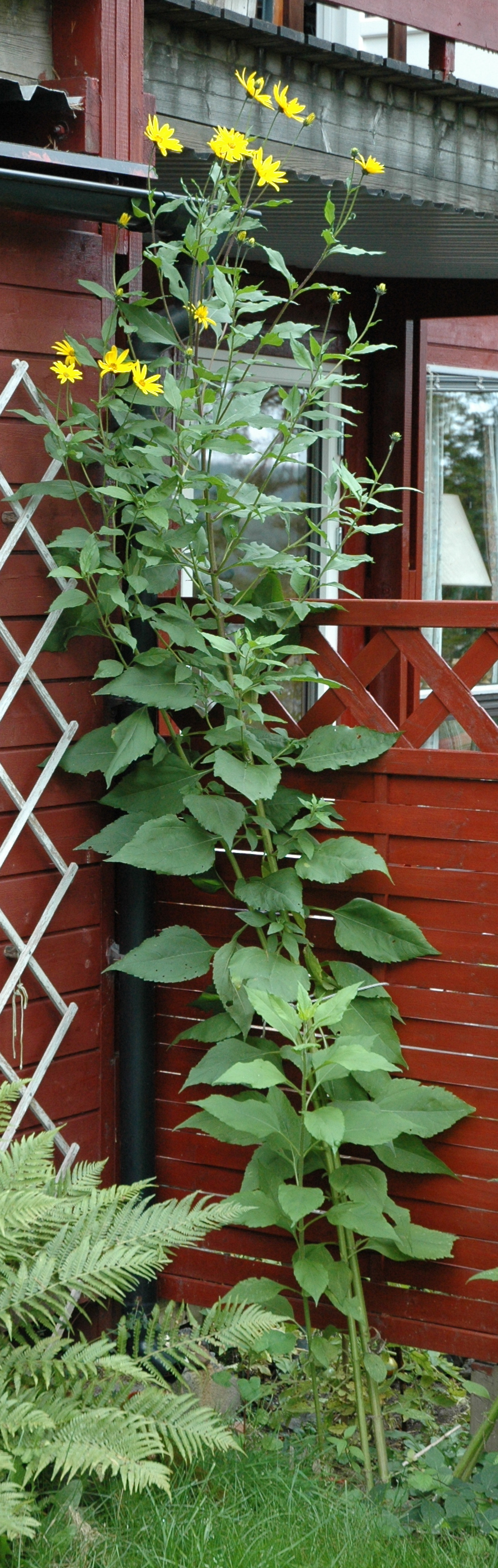
Le topinambour peut atteindre 3 m de haut.

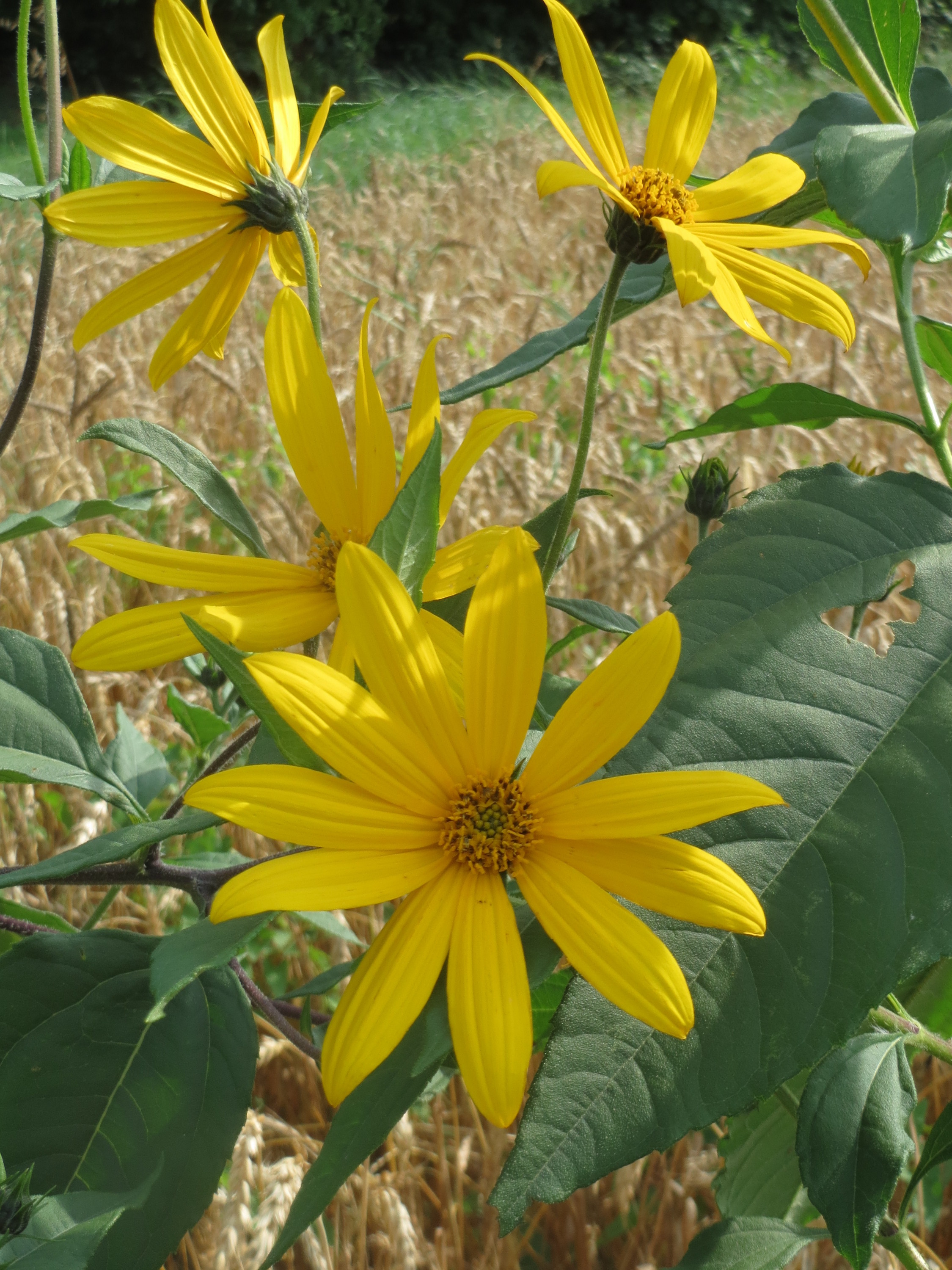
Fleurs de topinambour.

C'est une plante vivace, caduque, très rustique, résistante au froid, qui peut devenir envahissante à cause de ses rhizomes tubérisés. Elle peut atteindre jusqu'à trois mètres de haut, avec de fortes tiges, très robustes. Son cycle est annuel.
Ses feuilles, alternes, dentées, sont de forme ovale, à pointe aiguë, rudes au toucher. Elles sont plus larges chez les topinambours que chez les soleils d'ornement.
Ses inflorescences sont des capitules entièrement jaunes groupés en panicule terminal, apparaissant de septembre à octobre.
Ses tubercules, qui sont des rhizomes tubérisés, ont une forme mamelonnée, très irrégulière, arrondie ou ovale, toujours plus amincie à la base et ressemblent à ceux du gingembre. Ils sont recouverts d’écailles brunes rosées entre lesquelles apparaissent des nœuds. Leur couleur varie du jaune au rouge.

La substance de réserve n'est pas l'amidon comme pour la pomme de terre, mais un glucide qui en est proche, l'inuline, qui est un polymère du fructose. Ce glucide non assimilable dans l'intestin grêle n'influence pas la glycémie contrairement à l'amidon. Il est en revanche métabolisé par des bactéries du côlon. 

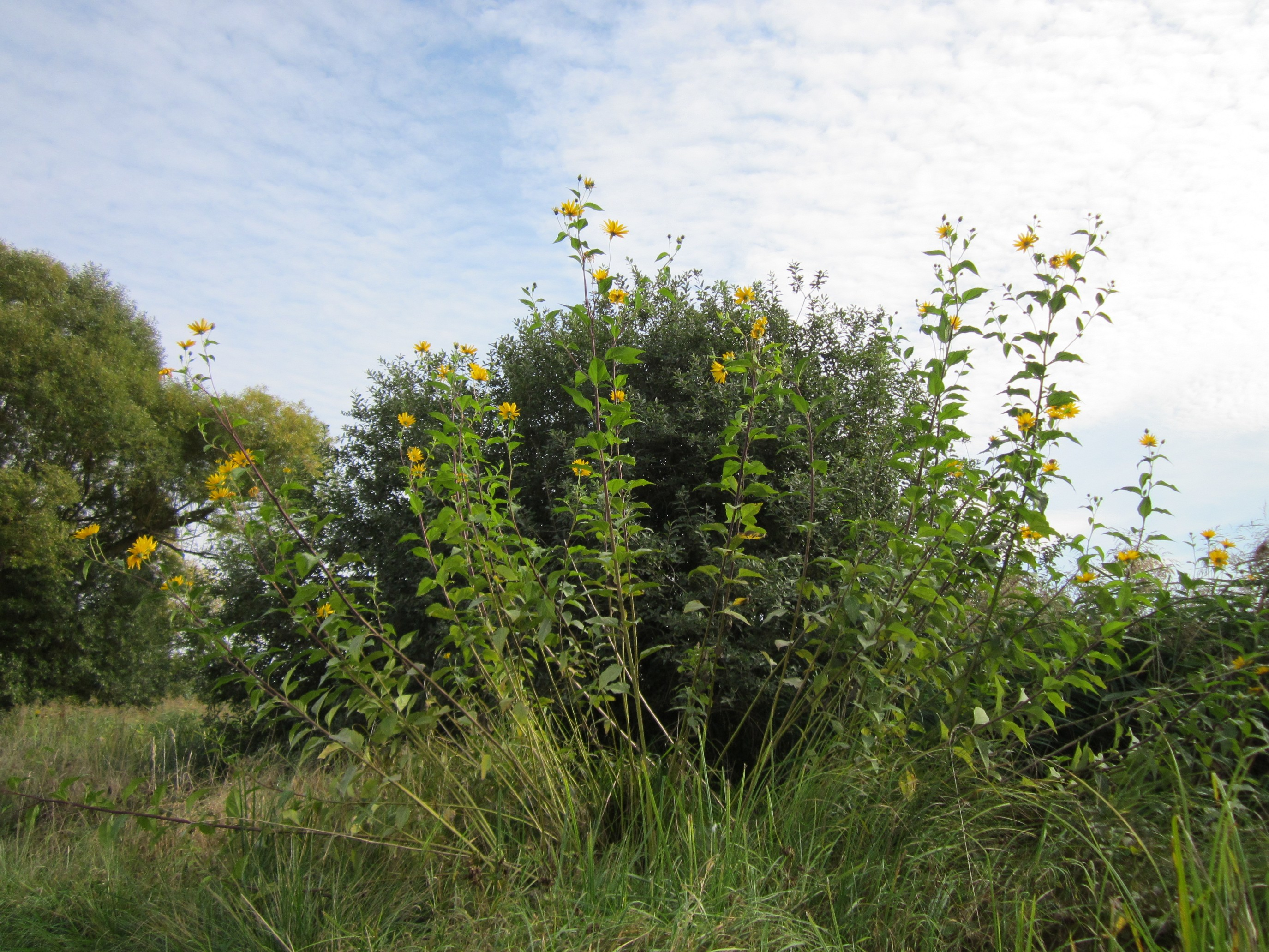
L'espèce s'est naturalisée dans de nombreuses régions d'Europe, dans les zones humides et notamment le long des cours d'eau, où elle est parfois considérée comme une espèce envahissante,.

## Utilisations

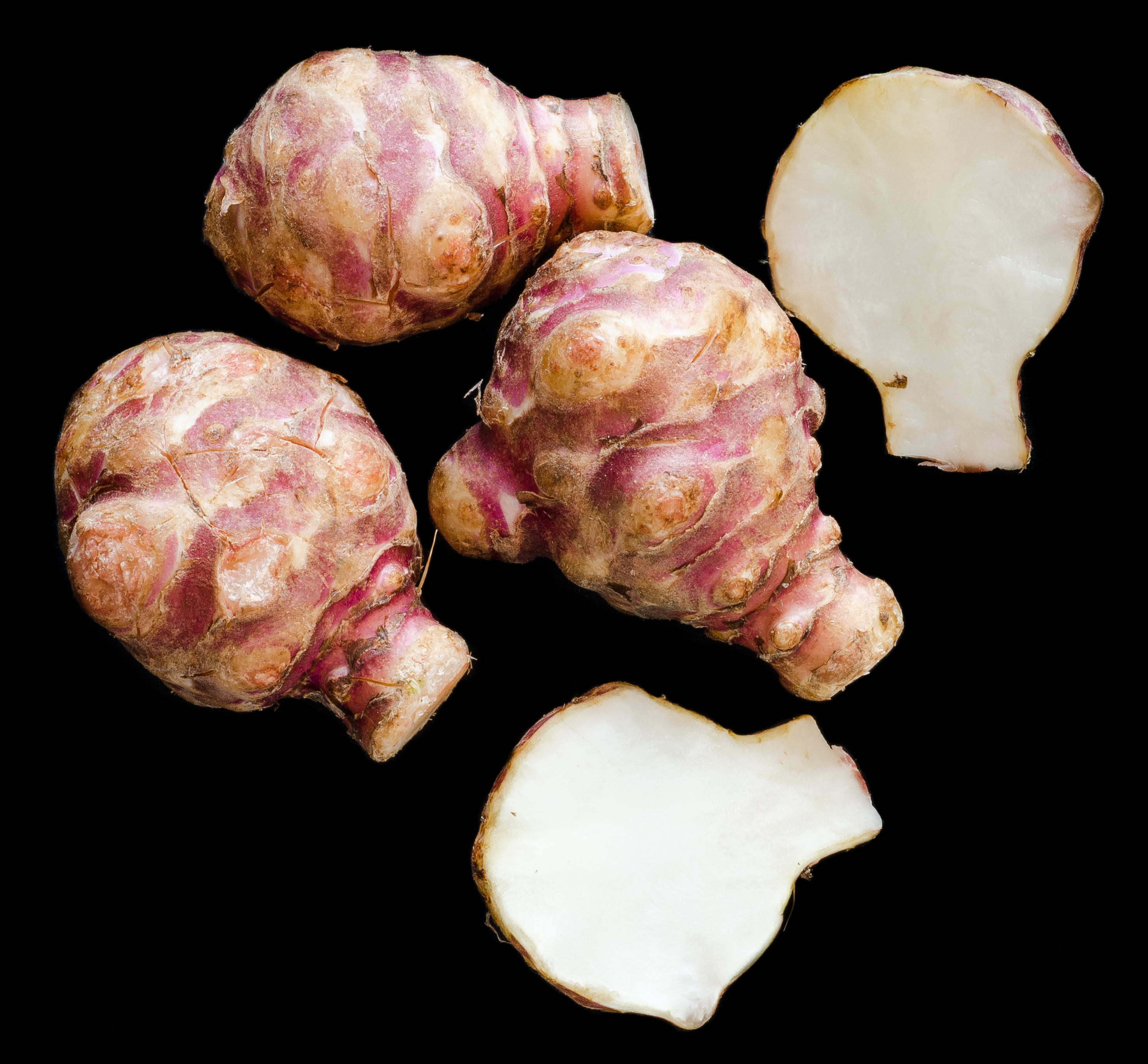
Tubercules de topinambour.

### Conservation
Le topinambour résiste mieux au froid (−15 °C) en terre que les autres tubercules. On peut encore pailler la surface du sol pour améliorer cette résistance. On peut aussi le conserver en silo aéré, idéalement à 0 °C et entre 90 et 95 % d'humidité mais les pertes sont importantes. On prélève donc les tubercules en terre au fur et à mesure des besoins et on les consomme avant qu'ils ne se ramollissent.

### Alimentation humaine

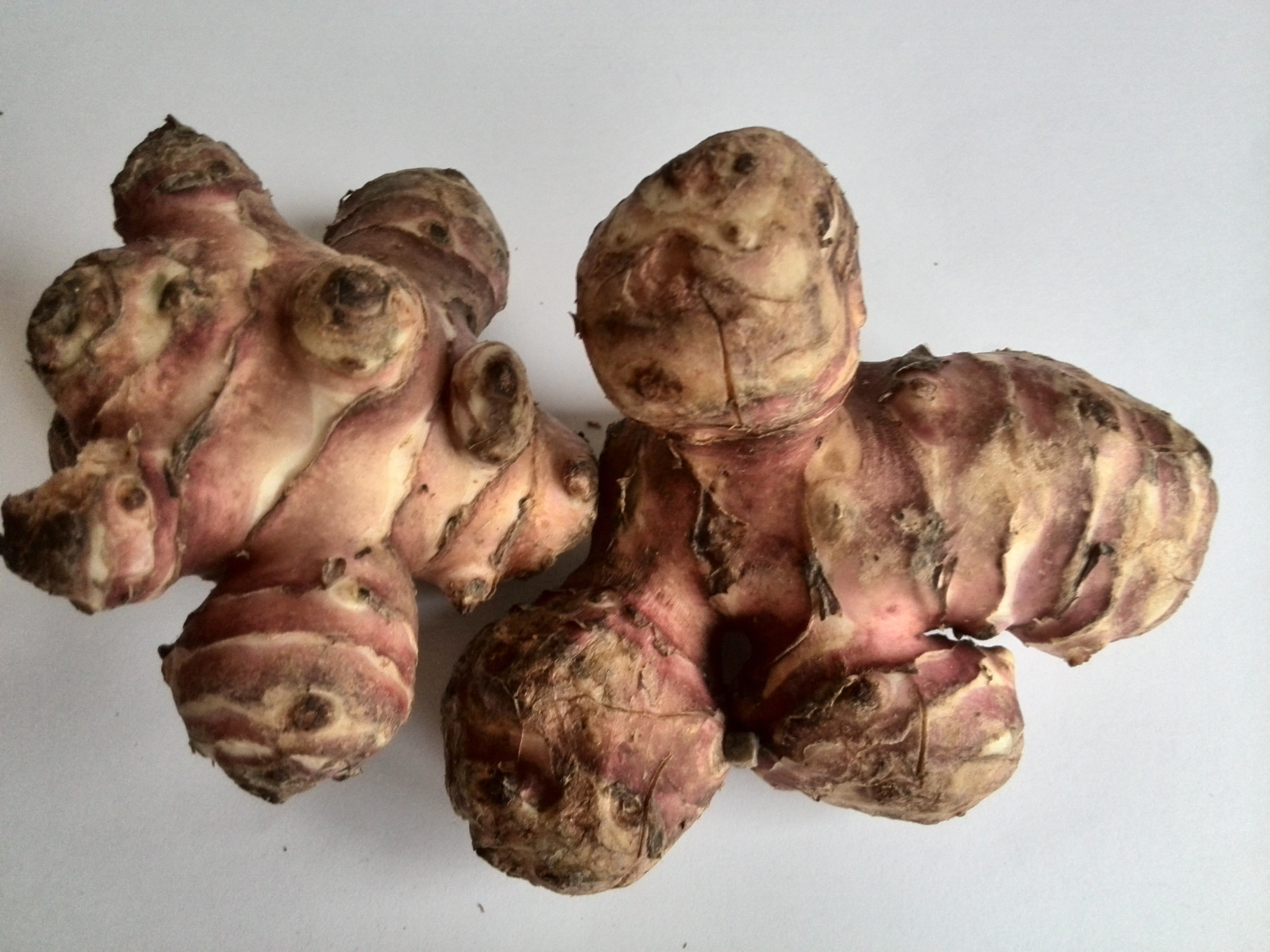
Un tubercule.

Les tubercules se consomment cuits de diverses manières : en salade, chauds en accompagnement, frits, en purée, beignets, sautés au beurre, etc.. On peut aussi les consommer crus, râpés ou coupés en lamelles, comme des crudités dans de la vinaigrette. Leur saveur se rapproche de celle des fonds d'artichaut ou des salsifis.
Ils contiennent de nombreuses vitamines, notamment A, C et B3, des sels minéraux, comme le potassium, et des glucides, essentiellement sous forme d'inuline (16 %), ce qui en fait un aliment assez pauvre en calories. L'inuline n'étant pas assimilée au niveau de l'intestin grêle, elle constitue un prébiotique métabolisé par les bactéries du gros intestin et peut provoquer des flatulences. Le volume ingéré soulageant en partie la faim, le topinambour peut être utile dans un régime hypocalorique mais l'apport nutritionnel de l'inuline est loin d'être nul puisque les bactéries intestinales s'en nourrissant fournissent des éléments (acides gras) qui sont en partie assimilés par la paroi du gros intestin. Donc, l'inuline n'élève pas la glycémie, si bien que ce légume recommandé dans la diète des personnes présentant un diabète sucré peut être un atout dans la gestion du diabète mais il ne peut être qualifié d'amaigrissant.
Le tubercule torréfié fournit une sorte de chicorée, ersatz de café.
Les jeunes feuilles râpeuses ont le même goût que le tubercule et se consomment cuites. Les fleurs extérieures peuvent décorer les salades. Les toutes jeunes pousses sont croquantes, juteuses et aromatiques. Les Amérindiens mâchaient la partie inférieure de la tige comme des chewing-gums.
De nombreuses entreprises vendent des gélules d'extrait de topinambour comme « brûle-graisse » ou amaigrissant miracle : contrairement aux prétentions, aucun de ces produits n'a jamais fait l'objet d'une évaluation médicale, et il s'agit d'une simple escroquerie.

### Alimentation animale
En alimentation animale, le tubercule peut être donné aux bovins, aux porcins, chevaux, moutons, et aux lapins. La plante entière peut être utilisée comme fourrage, verte ou séchée. Son usage était répandu dans les fermes d'élevage en Europe jusque dans les années 1950 mais est aujourd'hui pratiquement abandonné.
La digestibilité du topinambour est élevée et c'est un aliment apprécié. On pouvait garder la culture plusieurs années, jusqu'à huit ans sous réserve d'apporter la fumure nécessaire. Ces avantages n'ont pas suffi à contrebalancer les inconvénients : les tubercules sont difficiles à nettoyer, ils doivent être distribués en quantités limitées pour éviter les risques de météorisation chez les ruminants et de fourbure chez les chevaux, voire de fermentation alcoolique en cas de mauvaise conservation. Pour les porcs, on faisait souvent cuire les topinambours, ce qui permettait d'atténuer ces problèmes.

### Autres utilisations
Selon certaines sources, les feuilles séchées auraient servi de succédané au tabac à fumer, comme d'autres plantes telles que les barbes de maïs, la menthe et la jusquiame,.
Les fibres de la tige pouvaient servir à faire du papier. Les fleurs étaient recueillies pour composer une teinture donnant une couleur légèrement jaune à l'alcool. Les tiges sèches sont un bon combustible.
Étant donné son important rendement dans la majorité des sols, le topinambour pourrait être utilisé, plante entière, pour la production de méthane.
Le topinambour donne une biomasse lignocellulosique utilisable pour la production d'énergie et de biocarburants. Les tubercules peuvent, si le rendement est bon, fournir 5 000 à 6 000 litres d'alcool par hectare par fermentation des jus sucrés et distillation. Les pulpes représentent encore 2 500 à 3 000 unités fourragères/ha. 15 à 20 tonnes/hectare de fanes récoltées peuvent être brûlées pour assurer la production de l'alcool.

## Culture
Les principaux pays producteurs de topinambours sont au XXIe siècle les Pays-Bas, la France et l'Allemagne.

### Techniques

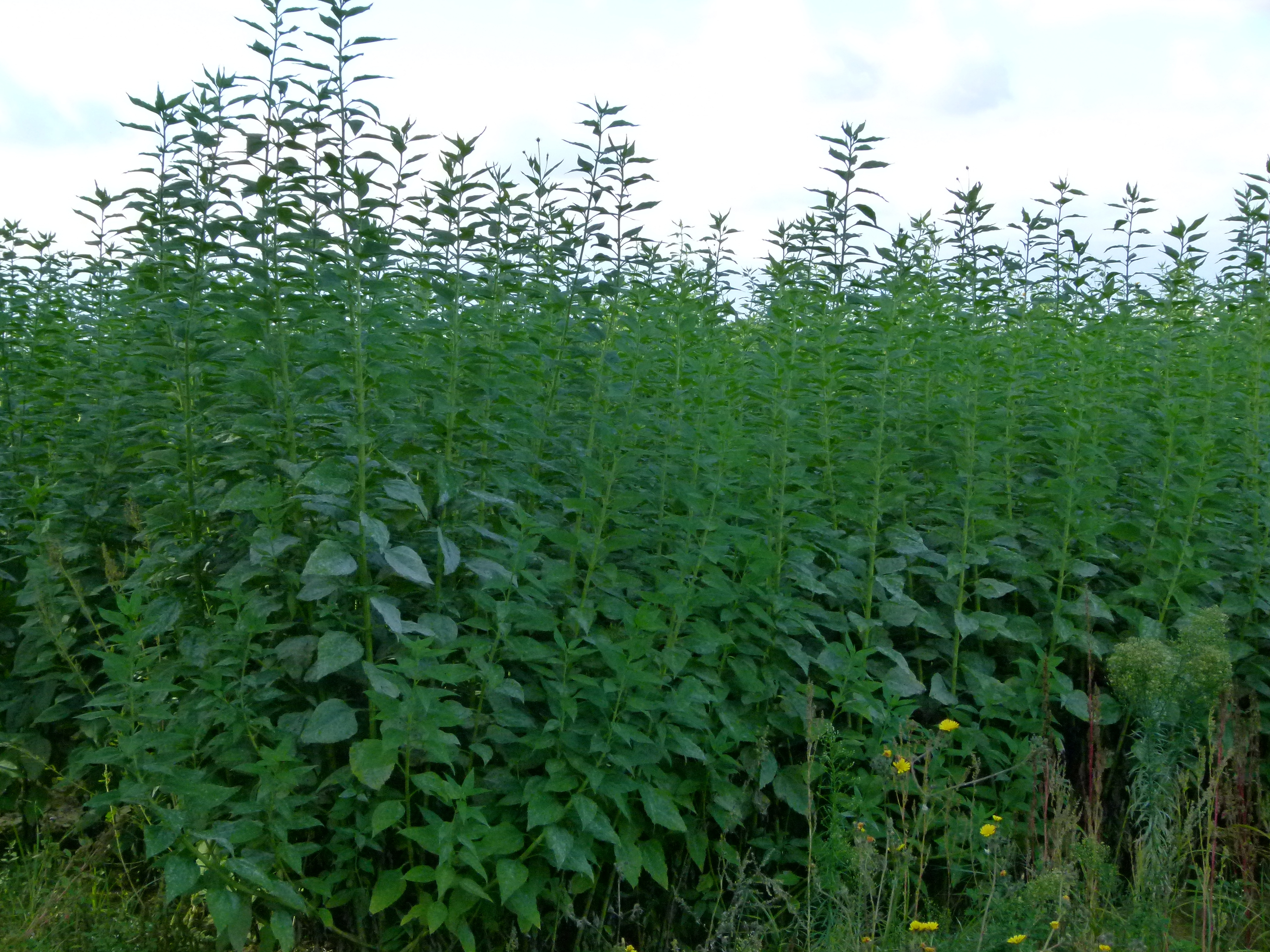
Un champ de topinambours.

C'est une plante rustique, facile à cultiver, même dans les sols les plus pauvres, exception faite des sols très humides. Elle est peu sensible aux maladies, hormis l'oïdium, et aux prédateurs, tels que lapins, chevreuils ou campagnols, mais les limaces peuvent décimer les jeunes plants et les tubercules. Les topinambours ne craignent pas le froid tant qu'ils sont en terre.
La multiplication se fait par plantation de tubercules entiers en lignes espacées de 60 cm à 1 m, enterrés à 8 à 10 cm de profondeur, soit environ 80 kg/ha de plant en février ou mars, selon les régions. Il convient de butter les plants dès qu'ils ont atteint un certain développement. On peut écimer les plantes à 1,50 m si l'on craint le vent. On peut aussi bouturer la plante en juin en prélevant vers le haut du plant une bouture d'une vingtaine de centimètres et en la plantant en milieu humide et chaud à mi-ombre.
La récolte peut se faire environ sept mois après la plantation, à partir de septembre et jusqu'en mars, toujours selon les régions, et en fonction des besoins. En effet, les tubercules déterrés ne se conservent pas et le tubercule arraché craint le gel. C'est généralement vers la mi-octobre que les producteurs commencent à avoir un rendement convenable mais, plus l'automne avance, plus le goût du topinambour s'améliore.
Si on souhaite arrêter la culture, il est important de bien récolter tous les tubercules, car même un fragment peut repousser l'année suivante. Dans ce cas il suffit de couper les jeunes plants à chaque fois qu'ils poussent afin d'épuiser le tubercule.
Le rendement est d'environ 50 tonnes de tubercules par hectare. En production légumière industrielle, on ne commercialise cependant que 40 % de la récolte, le reste étant perdu ou rejeté pour l'alimentation animale (écarts de tri), du fait du nettoyage et du tri des tubercules.

### Variétés
Il existe différents cultivars de topinambours tels que :
- Patate : bulbes arrondis faciles à éplucher, peau rougeâtre, chair blanche, d’une finesse remarquable, très productif ;
- Violet de Rennes : tubercules en forme de massue à peau violet clair, ancienne variété française de bonne qualité culinaire ;
- Sakhalinski rouge : tubercules en forme de massue, violet clair ;
- Rouge du Limousin, ou Fuseau : plus petits tubercules allongés rosés et sucrés.

## Confusion possible
L'Hélianthi est une espèce proche, également cultivée pour ses tubercules, ressemblant assez au topinambour. On l'en distingue par ses tiges glabres, souvent glauques (vs. toujours nettement pubescentes chez le topinambour).
Helianthus mollis a des poils souples, des feuilles sessiles et soudées à la base (vs. pilosité moins marquée et feuilles nettement pétiolée chez le topinambour).
Helianthus hirsutus (et quelques autres) ont des feuilles fines (normalement 1 à 4 cm de large) et des racines non tubérisées vs. des feuilles très larges (5 à 12 cm) et la présence des fameux tubercules chez le topinambour.
Calathea allouia est une espèce de plantes tropicales appelée « topinambour de Cayenne ».

## Calendrier républicain
Le nom du topinambour est attribué au 13e jour du mois de brumaire du calendrier républicain ou révolutionnaire français, généralement chaque 3 novembre du calendrier grégorien.